# Messina-Verwerfung
Die Messina-Verwerfung, die längs durch die Straße von Messina verläuft, ist eine NO-SW-streichende, regional-tektonische Störungszone.
Die Messina-Verwerfung ist eine aktive Verwerfung, die sich in das tektonische System der Nordwanderung der Afrikanischen Kontinentalplatte gegen die Eurasische Platte einfügt. Zu diesem Störungssystem kommen noch drei weitere, sich überschneidende Bruchrichtungen hinzu, die NNW-SSO, ONO-WSW und OSO-WNW verlaufen. Diese Störungssysteme sind unter anderem Ursache für den Vulkanismus Süditaliens.
Am 28. Dezember 1908 löste die Messina-Verwerfung in Süditalien ein Erdbeben der Stärke 7,5 auf der Richter-Skala aus (Erdbeben von Messina 1908). Dies war eine der verheerendsten Erdbebenkatastrophen Europas, die Messina und die umliegenden Ortschaften zerstörte.
Der beabsichtigte Brückenbau über die Straße von Messina zwischen Messina auf Sizilien und Reggio Calabria auf dem italienischen Festland hat diese aktive Bewegungszone der Erdkruste wieder in den Blickpunkt gerückt.